# المختارون (فلم)
المختارون (بالإنجليزية: The Worthy) هو فيلم اثارة وتشويق-إماراتي، من إخراج علي مصطفى، وتأليف فيكرام وايت. الفيلم من بطولة سامر المصري ومحمود الأطرش وسامر إسماعيل وميساء عبد الهادي وحبيب غلوم وعلي سليمان. تم الانتهاء من تصوير الفيلم في منتصف أكتوبر 2015، وعرض لأول مرة بتاريخ 8 أكتوبر عام 2016 في مهرجان لندن السينمائي. كما شارك في مهرجان دبي السينمائي الدولي. صدر الفيلم بدور العرض السينمائي بتاريخ 23 فبراير 2017 في الإمارات، وبتاريخ 8 مارس 2017 في مصر. وهو أول فيلم عربي يعرض بتقنية رباعية الأبعاد.
وهو الفيلم الروائي الثالث للمخرج علي مصطفى بعد فيلمي «دار الحي» و«من ألف إلى باء». كما شارك في إنتاج الفيلم عدد من منتجين هوليوود منهم بيتر سافران منتج فيلم «الشعوذة» وفيلم «آنابيل»، وستيفن شنايدر منتج فيلم «إنسايدس».

## ملخص القصة
في المستقبل وتحديداً عام 2033، يشهد العالم صراعًا مستميتًا إثر تلوث مصادر المياه مما يؤدي إلى انتشار الفوضي والدمار، وتحاول مجموعة من الناجين من بين هذا الدمار بالبحث عن مصدر المياه النقية الوحيد المتبقي في المنطقة التي يستوطنوها، لكن مع تسلسل زائران لمكان تجمعهم، يتحول كلاهما إلى أداة اختبار للنجاة، حيث يجب اختيار من يصلح من وجهة نظرهم.

## طاقم العمل
- علي سليمان بدور «جمال».
- سامر إسماعيل بدور «موسى».
- محمد الإبراهيمي بدور «رائد».
- حبيب غلوم بدور «آدم».
- ربى بلال بدور «رايا».
- نبيل أحمد الكوني بدور «بلال».
- صلاح حنون بدور «قيس».
- رشيد ملحس بدور «إدريس».
- منال عوض بدور «حريم».
- محمود الأطرش بدور «عيسى».
- سامر المصري بدور «شعيب».
- ركين سعد بدور «مريم».
- ميساء عبد الهادي بدور «غولبن».
- محمود مصطفى بدور «داوود».